# Короставник татарский
Короставник татарский (лат. Knautia tatarica) — вид травянистых растений рода Короставник (Knautia) семейства Жимолостные (Caprifoliaceae).

## Распространение и экология
Эндемик западного склона Среднего и Южного Урала и восточной части Русской равнины. Вид известен в 9 субъектах Российской Федерации: Пермский край (южные районы — до низовьев р. Чусовая), Свердловская (юго-западные районы — бассейны рек Чусовая и Уфа), Челябинская (западные районы), Оренбургская (северные районы — Саракташский, Тюльганский) областей, Республики Башкортостан (почти во всех районах, кроме юго-восточных), Марий Эл (Волжский район), Татарстан (северные и восточные районы), Удмуртская Республика (восточные районы — Дебесский, Игринский, Шарканский) и изолированный фрагмент ареала в Самарской области (Самарская Лука).
Неморальный вид, приурочен к водоразделам, залесенным балкам и долинам рек, произрастает в хвойных, широколиственных и смешанных лесах с рудерально-влажнолуговым разнотравьем в травостое, по разреженным местам, лесным полянам и опушкам. Предпочитает рыхлые, богатые гумусом и хорошо увлажнённые почвы. Относительно слабый конкурент, в природных сообществах приурочен к нарушенным местообитаниям, где конкуренция со стороны других видов ослабевает.

## Ботаническое описание
Двулетний (иногда трёхлетний) травянистый стержнекорневой монокарпик. Стебель 1,5—2,5 (3) м высотой, прямостоячий, сильно ветвистый, цилиндрический, зелёный, внутри в нижней части полый, при основании около 2 см в диаметре, довольно густо покрытый длинными щетинистыми волосками, отклонёнными книзу. Прикорневые листья ланцетные или яйцевидные, обычно цельные, 20—25 см длиной, 12—15 см шириной, с длинным крылатым черешком, стеблевые сидячие, супротивные, полустеблеобъемлющие, при основании сросшиеся, заострённые, щетинистые, по краю крупнозубчатые.
Цветоносы удлинённые, оттопыренно-волосистые, железистые или лишенные железок. Цветки собраны в рыхлые головчатые соцветия 2—4 см в диаметре, окруженные ланцетными листочками обертки. Цветоложе покрыто щетинками, лишено прицветных чешуй. Обёрточка (внешняя чашечка) сидячая, ворончато-трубчатая. Чашечка блюдцевидная, с 8—12 щетинистыми зубцами, которые почти вдвое короче оберточки. Венчик белый или едва желтоватый, 12—15 мм длиной, с 4 линейными неравными долями. Тычинок 4, их нити длиннее венчика. Столбик нитевидный, превышающий венчик, с коротко двулопастным рыльцем. Плод — семянка 6—8 мм длиной и 2—2,5 мм шириной, эллиптическая, четырёхгранная, усеченная, жестковолосистая, наверху коротко отороченная и едва зубчатая.
Цветет в июле; плодоносит в августе.

## Синонимы
- Cephalaria tatarica (L.) Roem. & Schult.
- Knautia heterotricha K.Koch
- Knautia montana (Roem. & Schult.) DC.
- Scabiosa heterotricha Opiz
- Scabiosa montana M.Bieb.
- Scabiosa tatarica L.basionym
- Trichera montana Roem. & Schult.
- Trichera tatarica (L.) Soják